# Stargate Atlantis
Stargate Atlantis és una sèrie de televisió, spin-off de la sèrie Stargate SG-1. S'hi conten les peripècies d'una expedició de la Terra que arriba a la Galàxia Pegasus i s'estableix a Atlantis, la ciutat perduda. Allí trobaran una nova amenaça, els Wraiths (Espectres) una mena de vampirs que xuclen l'energia vital de les persones per a poder sobreviure. Així doncs, l'expedició Atlantis haurà de visitar nous mons on trobarà aliats, nous enemics i noves tecnologies per a impedir que els Espectres arriben a la Terra.
La sèrie és emesa als Estats Units pel canal Sci Fi.

## Personatges principals

### 1a temporada
- Joe Flanigan és John Sheppard
- Torry Higginson és Elizabeth Weir
- David Helwett és Rodney McKay
- Rachel Luttrell és Teyla Emmagan
- Paul McGillion és Carson Beckett
- Rainbow Franks és Aiden Ford

### 2a temporada
- Jason Momoa és Ronon Dex
- Mitch Pileggi és Steven Caldwell

### 3a temporada
- No hi ha noves incorporacions

### 4a temporada
- Amanda Tapping és Samantha Carter
- Jewel Staite és Jennifer Keller

### 5a temporada
- Robert Picardo és Richard Woolsey

## Capítols

### 1a temporada
|                                              |                        |    |  |  |  |
| Rising: Part 1 (Ressorgiment: Part 1)        | 16 de juliol de 2004   | 1  |  |  |  |
|                                              |                        |    |  |  |  |
| Rising: Part 2 (Ressorgiment: Part 2)        | 16 de juliol de 2004   | 2  |  |  |  |
|                                              |                        |    |  |  |  |
| Hide and Seek (Amagatall)                    | 23 de juliol de 2004   | 3  |  |  |  |
|                                              |                        |    |  |  |  |
| Thirty Eight Minutes (Trenta-Vuit Minuts)    | 30 de juliol de 2004   | 4  |  |  |  |
|                                              |                        |    |  |  |  |
| Suspicion (Suspicàcia)                       | 6 d'agost de 2004      | 5  |  |  |  |
|                                              |                        |    |  |  |  |
| Childhood's End (Final de la Infància)       | 13 d'agost de 2004     | 6  |  |  |  |
|                                              |                        |    |  |  |  |
| Poisoning the Well (Enverinament del Pou)    | 20 d'agost de 2004     | 7  |  |  |  |
|                                              |                        |    |  |  |  |
| Underground (Subterrani)                     | 27 d'agost de 2004     | 8  |  |  |  |
|                                              |                        |    |  |  |  |
| Home (Casa)                                  | 10 de setembre de 2004 | 9  |  |  |  |
|                                              |                        |    |  |  |  |
| The Storm (La Tempesta)                      | 17 de setembre de 2004 | 10 |  |  |  |
|                                              |                        |    |  |  |  |
| The Eye (L'ull)                              | 8 de novembre de 2004  | 11 |  |  |  |
|                                              |                        |    |  |  |  |
| The Defiant One (El Desafiant)               | 15 de novembre de 2004 | 12 |  |  |  |
|                                              |                        |    |  |  |  |
| Hot Zone (Zona Calenta)                      | 22 de novembre de 2004 | 13 |  |  |  |
|                                              |                        |    |  |  |  |
| Sanctuary (Santuari)                         | 29 de novembre de 2004 | 14 |  |  |  |
|                                              |                        |    |  |  |  |
| Before I Sleep (Abans que dorma)             | 6 de desembre de 2004  | 15 |  |  |  |
|                                              |                        |    |  |  |  |
| The Brotherhood (La Germandat)               | 3 de gener de 2005     | 16 |  |  |  |
|                                              |                        |    |  |  |  |
| Letters from Pegasus (Cartes des de Pegasus) | 10 de gener de 2005    | 17 |  |  |  |
|                                              |                        |    |  |  |  |
| The Gift (El Do)                             | 17 de gener de 2005    | 18 |  |  |  |
|                                              |                        |    |  |  |  |
| The Siege: Part 1 (L'assetjament: Part 1)    | 24 de gener de 2005    | 19 |  |  |  |
|                                              |                        |    |  |  |  |
| The Siege: Part 2 (L'assetjament: Part 2)    | 31 de gener de 2005    | 20 |  |  |  |

### 2a temporada
|                                                |                        |    |  |  |  |
| The Siege: Part 3 (L'assetjament: Part 3)      | 15 de juliol de 2005   | 1  |  |  |  |
|                                                |                        |    |  |  |  |
| The Intruder (L'Intrús)                        | 22 de juliol de 2005   | 2  |  |  |  |
|                                                |                        |    |  |  |  |
| Runner (Corredor)                              | 29 de juliol de 2005   | 3  |  |  |  |
|                                                |                        |    |  |  |  |
| Duet (Duet)                                    | 5 d'agost de 2005      | 4  |  |  |  |
|                                                |                        |    |  |  |  |
| Comdemned (Condemnat)                          | 12 d'agost de 2005     | 5  |  |  |  |
|                                                |                        |    |  |  |  |
| Trinity (Trinitat)                             | 19 d'agost de 2005     | 6  |  |  |  |
|                                                |                        |    |  |  |  |
| Insctinct (Instint)                            | 26 d'agost de 2005     | 7  |  |  |  |
|                                                |                        |    |  |  |  |
| Conversió (Conversion)                         | 9 de setembre de 2005  | 8  |  |  |  |
|                                                |                        |    |  |  |  |
| Aurora (Aurora)                                | 16 de setembre de 2005 | 9  |  |  |  |
|                                                |                        |    |  |  |  |
| The Lost Boys (Els Nois Perduts)               | 23 de setembre de 2005 | 10 |  |  |  |
|                                                |                        |    |  |  |  |
| The Hive (El Rusc)                             | 21 de novembre de 2005 | 11 |  |  |  |
|                                                |                        |    |  |  |  |
| Epiphany (Epifania)                            | 28 de novembre de 2005 | 12 |  |  |  |
|                                                |                        |    |  |  |  |
| Critical Mass (Massa Crítica)                  | 5 de desembre de 2005  | 13 |  |  |  |
|                                                |                        |    |  |  |  |
| Grace Under Pressure (Tolerància Baix Pressió) | 12 de desembre de 2005 | 14 |  |  |  |
|                                                |                        |    |  |  |  |
| The Tower (La Torre)                           | 19 de desembre de 2005 | 15 |  |  |  |
|                                                |                        |    |  |  |  |
| The Long Goodbye (El Llarg Adéu)               | 2 de gener de 2006     | 16 |  |  |  |
|                                                |                        |    |  |  |  |
| Coup D'etat (Colp d'Estat)                     | 9 de gener de 2006     | 17 |  |  |  |
|                                                |                        |    |  |  |  |
| Michael (Michael)                              | 16 de gener de 2006    | 18 |  |  |  |
|                                                |                        |    |  |  |  |
| Inferno (Infern)                               | 23 de gener de 2006    | 19 |  |  |  |
|                                                |                        |    |  |  |  |
| Allies (Aliats)                                | 30 de gener de 2006    | 20 |  |  |  |

### 3a temporada
|                                                |                        |    |  |  |  |
| No Man's Land (Terra de Cap Home)              | 14 de juliol de 2006   | 1  |  |  |  |
|                                                |                        |    |  |  |  |
| Misbegotten (Il·legítim)                       | 21 de juliol de 2006   | 2  |  |  |  |
|                                                |                        |    |  |  |  |
| Irresistible (Irresistible)                    | 28 de juliol de 2006   | 3  |  |  |  |
|                                                |                        |    |  |  |  |
| Sateda (Sateda)                                | 4 d'agost de 2006      | 4  |  |  |  |
|                                                |                        |    |  |  |  |
| Progeny (Progènie)                             | 11 d'agost de 2006     | 5  |  |  |  |
|                                                |                        |    |  |  |  |
| The Real World (El Món Real)                   | 18 d'agost de 2006     | 6  |  |  |  |
|                                                |                        |    |  |  |  |
| Common Ground (Terra Comú)                     | 25 d'agost de 2006     | 7  |  |  |  |
|                                                |                        |    |  |  |  |
| McKay and Mrs. Miller (McKay i la Sra. Miller) | 8 de setembre de 2006  | 8  |  |  |  |
|                                                |                        |    |  |  |  |
| Phantoms (Fantasmes)                           | 15 de setembre de 2006 | 9  |  |  |  |
|                                                |                        |    |  |  |  |
| The Return: Part 1 (El Retorn: Part 1)         | 22 de setembre de 2006 | 10 |  |  |  |
|                                                |                        |    |  |  |  |
| The Return: Part 2 (El Retorn: Part 2)         | 13 d'abril de 2007     | 11 |  |  |  |
|                                                |                        |    |  |  |  |
| Echoes (Ecos)                                  | 20 d'abril de 2007     | 12 |  |  |  |
|                                                |                        |    |  |  |  |
| Irresponsible (Irresponsable)                  | 27 d'abril de 2007     | 13 |  |  |  |
|                                                |                        |    |  |  |  |
| Tao of Rodney (Tao de Rodney)                  | 4 de maig de 2007      | 15 |  |  |  |
|                                                |                        |    |  |  |  |
| The Game (El Joc)                              | 11 de maig de 2007     | 16 |  |  |  |
|                                                |                        |    |  |  |  |
| The Ark (L'Arca)                               | 18 de maig de 2007     | 14 |  |  |  |
|                                                |                        |    |  |  |  |
| Sunday (Diumenge)                              | 25 de maig de 2007     | 17 |  |  |  |
|                                                |                        |    |  |  |  |
| Submersion (Submersió)                         | 8 de juny de 2007      | 18 |  |  |  |
|                                                |                        |    |  |  |  |
| Vengeance (Venjança)                           | 15 de juny de 2007     | 19 |  |  |  |
|                                                |                        |    |  |  |  |
| First Strike (Primer Atac)                     | 22 de juny de 2007     | 20 |  |  |  |

### 4a temporada
|                                                                  |                        |    |  |  |  |
| Adrift (A la Deriva)                                             | 28 de setembre de 2007 | 1  |  |  |  |
|                                                                  |                        |    |  |  |  |
| Lifeline (Corda de Salvament)                                    | 5 d'octubre de 2007    | 2  |  |  |  |
|                                                                  |                        |    |  |  |  |
| Reunion (Reunió)                                                 | 12 d'octubre de 2007   | 3  |  |  |  |
|                                                                  |                        |    |  |  |  |
| Doppelganger (El Doble)                                          | 19 d'octubre de 2007   | 4  |  |  |  |
|                                                                  |                        |    |  |  |  |
| Travelers (Viatgers)                                             | 26 d'octubre de 2007   | 5  |  |  |  |
|                                                                  |                        |    |  |  |  |
| Tabula Rasa (Tabula Rasa)                                        | 2 de novembre de 2007  | 6  |  |  |  |
|                                                                  |                        |    |  |  |  |
| Missing (Perdut)                                                 | 9 de novembre de 2007  | 7  |  |  |  |
|                                                                  |                        |    |  |  |  |
| The Seer (Els Esdeveniments)                                     | 16 de novembre de 2007 | 8  |  |  |  |
|                                                                  |                        |    |  |  |  |
| Miller's Crossing (Travessia de Miller)                          | 30 de novembre de 2007 | 9  |  |  |  |
|                                                                  |                        |    |  |  |  |
| This Mortal Coil (Eixa Bobina Mortal)                            | 7 de desembre de 2007  | 10 |  |  |  |
|                                                                  |                        |    |  |  |  |
| Be All My Sins Remember'd (Tots els meus Pecats seran Recordats) | 4 de gener de 2008     | 11 |  |  |  |
|                                                                  |                        |    |  |  |  |
| Spoils of War (Anunci de Guerra)                                 | 11 de gener de 2008    | 12 |  |  |  |
|                                                                  |                        |    |  |  |  |
| Quarantine (Quarantena)                                          | 18 de gener de 2008    | 13 |  |  |  |
|                                                                  |                        |    |  |  |  |
| Harmony (Harmony)                                                | 25 de gener de 2008    | 14 |  |  |  |
|                                                                  |                        |    |  |  |  |
| Outcast (Partia)                                                 | 1 de febrer de 2008    | 15 |  |  |  |
|                                                                  |                        |    |  |  |  |
| Trio (Trio)                                                      | 8 de febrer de 2008    | 16 |  |  |  |
|                                                                  |                        |    |  |  |  |
| Midway (A Mig Camí)                                              | 15 de febrer de 2008   | 17 |  |  |  |
|                                                                  |                        |    |  |  |  |
| The Kindred, Part 1 (L'emparentat, Part 1)                       | 22 de febrer de 2008   | 18 |  |  |  |
|                                                                  |                        |    |  |  |  |
| The Kindred, Part 2 (L'emparentat, Part 2)                       | 29 de febrer de 2008   | 19 |  |  |  |
|                                                                  |                        |    |  |  |  |
| The Last Man (L'últim Home)                                      | 7 de març de 2008      | 20 |  |  |  |

### 5a temporada
|                                                       |                        |    |  |  |  |
| Search and Rescue (Cerca i Rescat)                    | 11 de juliol de 2008   | 1  |  |  |  |
|                                                       |                        |    |  |  |  |
| The Seed (La Llavor)                                  | 18 de juliol de 2008   | 2  |  |  |  |
|                                                       |                        |    |  |  |  |
| Broken Ties (Llaços trencats)                         | 25 de juliol de 2008   | 3  |  |  |  |
|                                                       |                        |    |  |  |  |
| The Daedalus Variations (Les variacions del Daedalus) | 1 d'agost de 2008      | 4  |  |  |  |
|                                                       |                        |    |  |  |  |
| Ghost in the Machine (Fantasma de la Màquina)         | 15 d'agost de 2008     | 5  |  |  |  |
|                                                       |                        |    |  |  |  |
| The Shrine (El Santuari)                              | 22 d'agost de 2008     | 6  |  |  |  |
|                                                       |                        |    |  |  |  |
| Whispers (Murmurs)                                    | 5 de setembre de 2008  | 7  |  |  |  |
|                                                       |                        |    |  |  |  |
| Tracker (Tracker)                                     | 12 de setembre de 2008 | 8  |  |  |  |
|                                                       |                        |    |  |  |  |
| The Queen (La Reina)                                  | 19 de setembre de 2008 | 9  |  |  |  |
|                                                       |                        |    |  |  |  |
| First Contact (Primer Contacte)                       | 26 de setembre de 2008 | 10 |  |  |  |
|                                                       |                        |    |  |  |  |
| The Lost Tribe (La Tribu Perduda)                     | 10 d'octubre de 2008   | 11 |  |  |  |
|                                                       |                        |    |  |  |  |
| Inquisition (Inquisició)                              | 17 d'octubre de 2008   | 12 |  |  |  |
|                                                       |                        |    |  |  |  |
| Outsiders (Els Forasters)                             | 24 d'octubre de 2008   | 13 |  |  |  |
|                                                       |                        |    |  |  |  |
| The Prodigal (El Prodigi)                             | 7 de novembre 2008     | 14 |  |  |  |
|                                                       |                        |    |  |  |  |
| Remnants (Vestigis)                                   | 14 de novembre de 2008 | 15 |  |  |  |
|                                                       |                        |    |  |  |  |
| Brain Storm (Tempesta Mental)                         | 21 de novembre de 2008 | 16 |  |  |  |
|                                                       |                        |    |  |  |  |
| Infection (Infecció)                                  | 5 de desembre de 2008  | 17 |  |  |  |
|                                                       |                        |    |  |  |  |
| Identity (Identitat)                                  | 12 de desembre de 2008 | 18 |  |  |  |
|                                                       |                        |    |  |  |  |
| Vegas (Vegas)                                         | 19 de desembre de 2008 | 19 |  |  |  |
|                                                       |                        |    |  |  |  |
| Enemy at the Gate (Enemic a les Portes)               | 16 de gener de 2009    | 20 |  |  |  |